# الابن السري (رواية)
الابن السري هي رواية صدرت سنة 2009 للكاتبة المغربية الأمريكية ليلى العلمي. هي رواية تكوينية تلخص حياة شخصيتها الرئيسية، وهو شاب مسلم يدعى يوسف المكي، عندما بلغ سن الرشد في أحد الأحياء الفقيرة في الدار البيضاء. كانت ضمن القائمة الطويلة لجائزة أورانج للخيال سنة 2010.

## الملخص والمواضيع
ظل الشاب يوسف المكي لسنوات يعتقد أن والده مات منذ مدة وأنه في حياته كان يشغل مدرسا في مدرسة ثانوية قبل أن يكتشف بأنه رجل أعمال يعيش في جانب آخر من المدينة، ورغم العلاقة الطيبة التي كانت بينه وبين والده بعد اكتشاف حقيقته إلا أن التغير المفاجئ في ثروته وعمليات التجييش والاستقطاب والاضطرابات السياسية والاجتماعية والصراعات الإديولوجية بين الأصولية الإسلامية والليبيرالية التي تعج بها هذه المدينة عكرت صفو هذه العلاقة. مثل غيرها من الروايات العربية الأمريكية، تركز رواية الابن السري على مواضيع تتعلق بالطبقية والجنس والدين والهجرة والصراع الثقافي والإديولوجي والسياسي، مع التركيز بشكل خاص على أسباب التطرف والإرهاب. قارن الناقد ستيفن سلايتا هذه الرواية برواية "سي يوسف" للكاتب أنور مجيد. اختارت ليلى العلمي أن تكتب روايتها هذه بلغتها الثالثة الإنجليزية، وفضلت عدم استخدام لغتيها الأوليين: الفرنسية والعربية.

## الاستقبال والنقد
لقيت الرواية استحسانا واستقبالا جيدا من طرف صحيفة نيويورك تايمز، حيث عبرت عن ذلك بالقول
```
"الابن السري هو تصوير دقيق لجذور الإرهاب الإسلامي، الرواية كتبها شخص يعرف عن قرب أحد المجتمعات الطبقية التي ينمو فيها"
```

ولكن "نثرها الإنجليزي، على الرغم من كونه نظيف وتتم ملاحظته ومراقبته عن كثب، إلا أنه يفتقر إلى الحس الموسيقي، كما يمكن التنبؤ بتشبيهاته".

## قراءة معمقة
- Murphy، Bernadette (28 أبريل 2009). "'Secret Son'". Los Angeles Times. ISSN:0458-3035. مؤرشف من الأصل في 2023-10-16.
- Akbar، Arifa (19 فبراير 2010). "Secret Son, By Laila Lalami". The Independent. مؤرشف من الأصل في 2023-10-11.

## روابط خارجية
- موقع كتب المؤلف